# جنس (تصنيف)
الجنس (بالإنجليزية: Genus)‏ هو مرتبة تصنيفية تُستخدم في التصنيف البيولوجي للكائنات الحية وللمستحاثات، بالإضافة إلى الفيروسات، في علم الأحياء. يأتي الجنس في الترتيب الهرمي للتصنيف البيولوجي فوق مرتبة النوع وتحت مرتبة الفصيلة. في التسمية الثنائية، يشكِّل اسم الجنس الجزء الأول في التسمية الثنائية للنوع ولكل الأنواعٍ ضمن الجنس الواحد.
على سبيل المثال، Panthera leo (الأسد) و Panthera onca (الجاكوار) هما نوعان ضمن الجنس Panthera. الجنس Panthera يتبع للفصيلة Felidae.
يحدد علماء التصنيف تسمية الجنس. لا توجد معايير صارمة في تصنيف الاجناس، لذلك يطرح الخبراء المختلفون تصنيفات مختلفة للأجناس. رغم ذلك، توجَد بعض الممارسات العامة المستخدمة، من ضمنها فكرة أن الأجناس المعرَّفة حديثًا يجب أن تحقق المعايير الثلاثة التالية لكي تكون مفيدةً بشكل وصفي:
- أحادية النمط الخلوي - توضع جميع الأفراد التي تنحدر من أصنوفة سلف سويةً (أي يجب أن يُظهر التحليل الفيلوجيني (تحليل الوراثة العرقية) بشكل واضح أحادية النمط الخلوي والصلاحية كنسب منفصل).
- صغر الحجم بشكل عقلاني - يجب ألا يُوسَّع الجنس من دون وجود حاجة.
- التميُّز - فيما يتعلق المعايير التطورية، أي البيئية والمورفولوجيا والبيوجغرافيا؛ تسلسل الحمض النووي هو نتيجة وليس شرطًا لتباين السلالات التطورية إلا في الحالات يثبط فيها تدفق المورثات بشكل مباشر (على سبيل المثال الحواجز ما بعد الزيجوتية).

علاوةً على ذلك، يجب أن تتألف الأجناس من وحدات فيلوجينية من النوع ذاته الموجود في الأجناس الأخرى (نظيرتها).

## الاستخدام
يبدأ الاسم العلمي للجنس دائمًا بحرف كبير. للجنس دور رئيسي في التسمية الثنائية، نظام تسمية الكائنات الحية الذي يجمع فيه مع الاسم العلمي للنوع: انظر إلى اسم النوع (علم النبات)، واسم النوع (علم الحيوان).

### الاستخدام في التسمية
وُضعت قواعد التسمية العلمية للكائنات الحية في قانون التسمية، الذي يعطي كل نوع اسمًا مميزًا، وهو اسم لاتيني ثنائي الصيغة بالنسبة للحيوانات (بما في ذلك الطلائعيات) والنباتات (بما في ذلك الطحالب والفطريات) وبدائيات النوى (البكتريا والعتائق)، وهذا يختلف عن الأسماء الشائعة أول العامية، التي هي غير موحدة، وقد لا تكون غير مميزة، وأيضًا تختلف عمومًا تبعًا للبلد واللغة المستخدمة.
تتألف الصيغة القياسية لتسمية النوع (باستثناء الفيروسات) من اسم الجنس، الذي يشير إلى الجنس الذي ينتمي إليه النوع، متبوعًا باسم النوع، الذي يكون فريدًا من نوعه (ضمن ذلك الجنس). على سبيل المثال، يتألف الاسم العلمي للذئب الرمادي هو Canis lupus من Canis (ويعني كلبًا في اللاتينية) وهو اسم الجنس الذي يشترك فيه مع الأنواع القريبة من الذئب، ومن lupus (ويعني ذئبًا في اللاتينية) الذي هو اسم النوع الخاص بالذئب (ضمن أفراد الجنس Canis).  ومن الأمثلة النباتية هو Hibiscus arnottianus، وهو نوع معين ينتمي إلى جنس Hibiscus، وهو نوع نباتي موطنه الأصلي هو هاواي. يُكتب اسم النوع مبتدئًا بحرف صغير وقد يكون متبوعًا باسم تحت النوع في علم الحيوان أو بالصنف أو تحت النوع في علم النبات.
قد يُختصر اسم الجنس عندما يصبح معروفًا في سياق النص إلى الحرف الأول منه، على سبيل المثال C. lupus بدلًا من Canis lupus. في الأنواع التي تتفرع إلى تحت أنواع، يبقى اسم الجنس (أو شكله المختصر) ممثلًا للجزء الأول في الاسم العلمي، كمثال على ذلك Canis lupus familiaris وهو الاسم العلمي للكلب المنزلي (عندما يُعتبر تحت نوع للذئب الرمادي) في علم الحيوان. وكمثال نباتي Hibiscus arnottianus ssp. Immaculatus.. وكما هو مُوضَح أعلاه، تكتب الأجزاء المقاطع اللاتينية في الاسم العلمي للجنس والأنواع التي يتضمنها (وتحت الأنواع إذا كانت موجودة) حسب العرف بأحرف مائلة.
تكون لأسماء العلمية للفيروسات وصفيةً وليست بصيغة ثنائية، وقد تتضمن أو لا تتضمن إشارةً إلى الجنس الذي تتبع له؛ على سبيل المثال، تتبع الأنواع الفيروسية «Salmonid herpesvirus 1» و«Salmonid herpesvirus 2» و«Salmonid herpesvirus 3» للجنس Salmonivirus، بينما تتبع الأنواع الفيروسية التي تسمى رسميًا «Everglades virus» و«Ross River virus» للجنس Alphavirus.
كما هي الحال في التسمية العلمية للمراتب الأخرى، في جميع المجموعات عدا الفيروسات، قد يُوثَّق اسم الجنس بالمراجع الخاصة به، عمومًا بصيغة «المؤلف، السنة» في علم الحيوان، و«الاختصار المعتمد لاسم المؤلف» في علم النبات. وهكذا في الأمثلة سابقة الذكر، يشار إلى الجنس Canis بشكل كامل بالصيغة «Canis Linnaeus, 1758» (في علم الحيوان)، في حين أن تسمية الجنس Hibiscus وُضِعت لأول مرة من قبل العالم لينيوس (Linnaeus) ولكن في عام 1753، وتكتب ببساطة على الشكل «Hibiscus L.» (في علم النبات).

### مفهوم النمط
يجب أن يكون لكل جنس نمط محدد، على الرغم من أن هنالك في الواقع مجموعة كبيرة من الأسماء القديمة من دون نمط، يكون ذلك في علم الحيوان عبارة عن النوع النمطي، ويرتبط اسم الجنس دائمًا مع العينة النمطية لنوعه النمطي. إذا تبين أن العينة النمطية معطاة لجنس آخر، يُربط اسم الجنس بها ليصبح مرادفًا صغيرًا، ويجب إعادة تقييم المراتب التصنيفية المتبقية في الجنس السابق.

## فئات اسم الجنس
في علم الحيوان، تُصنف الأسماء التصنيفية، بما في ذلك أسماء الأجناس، إلى «متاحة» و«غير متاحة». الأسماء المتاحة هي تلك التي تُنشر بالاتفاق مع القانون الدولي للتسمية الحيوانية، ولم تُلغى من ناحية أخرى في قرارات لاحقة من قبل اللجنة الدولية للتسمية الحيوانية (ICZN)؛ يُختار الاسم الأقدم لأي مرتبة تصنيفية (على سبيل المثال جنس معين) الاسم «الصحيح» (أي الحالي أو المقبول) للمرتبة التصنيفية المعنية.
وبالتالي، سيكون هنالك أسماء متاحة أكثر من الأسماء الصحيحة في أي وقت من الأوقات، والتي تكون أسماؤها حاليًا قيد الاستخدام وذلك بالاعتماد على حكم المصنفين في جمع المراتب التصنيفية التي تأخذ أسماء متعددة، أو في فصل المراتب التصنيفية، وهذا قد يعيد أسماءً متاحةً جديدة عومِلت في السابق على أنها مرادفات إلى الاستخدام. تشتمل الأسماء «غير المتاحة» في علم الحيوان على الأسماء التي لم تنشر وفقًا لأحكام قانون اللجنة الدولية للتسمية الحيوانية (ICZN)، أو أنها أبطِلت لاحقًا، على سبيل المثال: التهجئة الأصلية أو اللاحقة الخاطئة، والأسماء التي نشرت فقط في أطروحة، وأسماء الأجناس التي نُشرت بعد 1930 من دون الإشارة إلى نوعها النمطي.
توجد في علم النبات مفاهيم مشابهة ولكن بتسميات مختلفة. المكافئ في علم النبات لمصطلح «الاسم المتاح» في علم الحيوان هو الاسم المنشور بشكل صحيح. يعبَّر عن الاسم غير المنشور بشكل صحيح بـ: nomen invalidum أو nom. inval وعن الاسم المرفوض بـ: nomen rejiciendum  أو nom. rej.؛ يوجد مرادف أخير للاسم غير المنشور بشكل صحيح وهو الاسم غير الشرعي nomen illegitimum  أو nom. illeg.؛ للحصول على قائمة كاملة يرجى الرجوع إلى القانون الدولي لتسمية الطحالب والفطريات والنباتات (ICNafp). تطلق تسمية «الاسم الصحيح» في علم الحيوان، بينما تطلق تسمية «الاسم الصحيح» أو «الاسم الحالي» في علم النبات، ومجددًا، يمكن أن يختلف أو يتغير مع لمعاملات تصنيفية بديلة أو معلومات جديدة تنتج عن جمع أو فصل أجناس مقبولة في السابق.
توجد أيضًا قوانين لتسمية بدائيات النوى والفيروسات وتفيد كمرجع في تعيين أسماء أجناس مقبولة حاليًا بدلًا من أسماء أخرى قد تحوَّل إلى مرادفات، أو كما في بدائيات النوى، أو قد تنقل إلى خانة «أسماء عديمة المرتبة في تسمية بدائيات النوى».